# Lędziny
Lędziny (alemán Lendzin) es una ciudad polaca, que se encuentra ubicada en Alta Silesia. Lędziny tiene 32 km² de superficie. En esta ciudad viven 16 665 habitantes. 

## Ciudades hermanadas
- Uničov, República Checa
- Revúca, Eslovaquia
- Roccagorga, Italia